# مجموعة مطاعم بروبكا
مجموعة مطاعم بروبكا (بالروسية: ресторанная группа Пробка) هي مجموعة مطاعم إيطالية أسسها آرام مناتساكانوف في عام 2001. يتكون الآن من تسعة مطاعم إيطالية ومطعم روسي واحد منتشرين في جميع أنحاء سانت بطرسبرغ. ويتكون من مطاعم ريبا نا داش وبروبكا وموزاريلا بار وغوستو وإل غرابولو وغيرها.

## الفروع
تتكون شبكة مطاعم بروبكا من المأكولات الإيطالية. على الرغم من أن هذا هو الحال، إلا أن المجموعة تختبر المأكولات الآسيوية أيضًا. يوجد حتى الآن ثلاثة مطاعم تحمل اسم «موزاريلا بار» آخرها افتتحت في فبراير 2010. تعد هذه المطاعم من بين أكثر المطاعم نجاحًا وشعبية في سانت بطرسبرغ. أصبحت بروبكا مجموعة مؤثرة للغاية في صناعة المطاعم الروسية في مجال المأكولات الإيطالية بشكل أساسي.

## روابط خارجية
- موقع شركة مجموعة مطعم بروبكا